# La noche de la encrucijada
La noche de la encrucijada es una novela del escritor belga, radicado en Francia, Georges Simenon. Fue escrita en 1931 y su principal protagonista es el comisario Jules Maigret.

## Trama
El asesinato de Isaac Goldberg en el coche de un agente de seguros lleva al Comisario Maigret a la encrucijada de las Tres Viuda, ubicada en la carretera de Arpajon. Allí deberá investigar el delito entre los habitantes de tres casas solitarias y sus personalidades.

## Versión cinematográfica
En 1932 se rueda La noche de la encrucijada, la primera versión en cine de una novela sobre el inspector Maigret, creado por George Simenon. El film, rodado en 1932 con el título original de La nuit du carrefour, está interpretado por Pierre Renoir y dirigido por su hermano pequeño Jean Renoir, hijo del pintor Pierre-Auguste Renoir.